# Heidemarie Bischoff-Pflanz
Heidemarie Bischoff-Pflanz (* 16. September 1942 in Berlin) ist eine deutsche Erzieherin, Kita-Referentin und ehemalige Politikerin der Berliner Partei Alternative Liste für Demokratie und Umweltschutz.

## Leben
Heidi Bischoff-Pflanz arbeitete seit 1963 als Erzieherin. Die Berliner Senatsverwaltung für Jugend und Sport unter Ilse Reichel-Koß gewann sie in den 1970er Jahren als Mitarbeiterin im Referat Kindertagesstätten. 1981 wurde sie dort als Nachfolgerin von Ingrid Stahmer Leiterin der Fachaufsicht-Gruppe („Kindertagesstättenaufsicht“). Nach ihrem Rückzug aus der Politik wurde sie in dieser Senatsverwaltung 1991 Vorsitzende des Personalrats (mindestens bis 1998).
Sie engagierte sich politisch in der Berliner Alternativen Liste und hatte für die Partei in den Jahren der Rotation 1985 bis 1987 und 1989 bis 1990 ein Mandat im Berliner Abgeordnetenhaus inne, zeitweise als Fraktionsvorsitzende. Aufgrund ihrer eher alternativ-radikalen als realpolitischen Positionen zog sie sich nach innerparteilichen Kämpfen 1991 aus Partei und Politik zurück.